# San Pedro-gevangenis
De San Pedro-gevangenis ofwel Lurigancho-gevangenis is de grootste gevangenis in Peru. De beruchte gevangenis is gelegen in San Juan de Lurigancho, een arm gedeelte van Lima.
De gevangenis is gebouwd voor 3600 gevangenen, maar inmiddels zitten er bijna 10.000 gevangenen. De 100 ongewapende gevangenisbewaarders zijn niet voldoende en feitelijk wordt de gevangenis bestuurd door de gevangenen zelf. Criminaliteit, gebruik van illegale drugs, alcoholisme en prostitutie en hierdoor ook hiv komen algemeen voor.
National Geographic heeft een documentaire gemaakt over de gevangenis in de serie World's Toughest Prisons.